# Peggy Vrijens
 (janvier 2019).
Peggy Vrijens, née le 28 octobre 1976 à Maastricht, est une actrice néerlandaise.

## Filmographie

### Cinéma et téléfilms
- 2001 : Dok 12 : Pauline
- 2001-2002 : Rozengeur & Wodka Lime (nl) : Fleur van Aspen
- 2003 : Sam Sam (nl) : Bianca
- 2004 : Snowfever (nl) : Max
- 2005 : Costa! (nl) : Monica
- 2005 : Bitches (nl) : Vanessa
- 2007-2008 : Julia's Tango (nl) : Marjolein Kramer
- 2007-2010 : Voetbalvrouwen (nl) Deux rôles (Oksana Ikolajev et Journaliste Tina)
- 2009 : De Hel van '63 (nl) : La journaliste Joke
- 2009 : De co-assistent (nl) : Lotje Diederiks
- 2011 : Iedereen is gek op Jack (nl) : Tupperware Gast
- 2011 : Het Huis Anubis en de Vijf van het Magische Zwaard (nl) : Morgana le Fey
- 2012 : Sinterklaasjournaal (nl) : L'hygiéniste Roermond
- 2013 : De Leeuwenkuil (nl) : Le vétérinaire
- 2015 : Meiden van de Herengracht (nl) : Els de Waal
- 2016-2017 : De mannen van dokter Anne (nl) : Deux rôles (Eva Dierdorp et Marianne Dierdorp)
- 2017 : Les Mystères d'Hunter Street : Vanessa
- 2018 : Smeris (nl) : Claire Krijgsman
- 2018 : All You Need Is Love (nl) : Gerja
- 2018 : Suspects (nl) : Mme Rozendaal